# Erol Alkan
Erol Alkan, noto anche con lo pseudonimo di Kurtis Rush (Londra, 30 maggio 1974), è un disc jockey e produttore discografico britannico di origini turco-cipriote.

## Carriera
Ha lavorato da remixer usando lo pseudonimo Kurtis Rush nei primi anni 2000. Altri suoi pseudonimi sono stati Mustapha 3000 e Beyond the Wizard's Sleeve (con Richard Norris). Da produttore ha collaborato con Mystery Jets (Twenty One), The Long Blondes (Couples, 2008) e Late of the Pier (Fantasy Black Channel, 2008).
Ha pubblicato materiale con Boys Noize.